# Акрамов, Наби Махмаджанович
Наби Махмаджанович Акрамов (род. 17 июля 1957) — советский и российский военачальник, Герой Советского Союза. Участник Афганской войны (1979—1989). Полковник в запасе.

## Биография
Родился 17 июля 1957 года в городе Ура-Тюбе Ленинабадской области, Таджикская ССР в семье военнослужащего. После окончания в 1975 году средней школы № 57, г. Душанбе, работал шофёром.
В 1976 году поступил на обучение Алма-Атинское высшее общевойсковое командное училище имени Маршала И. С. Конева.
В мае 1980 года окончил его и получил звание лейтенанта. В июне того же года был направлен в состав ОКСВА на должность командира мотострелкового взвода 149-го гвардейского мотострелкового полка, 201-й мотострелковой дивизии. Позже был повышен до командира 6-й мотострелковой роты.
После службы в ОКСВА, с августа 1982 по 1983 годы служил в Киевском военном округе в 14-й гвардейской тяжёлой танковой дивизии, на должностях командира мотострелковой роты и начальника штаба мотострелкового батальона.
В 1986 году окончил Военную академию имени М. В. Фрунзе.
После Академии Акрамов проходил службу в 242-м гвардейском мотострелковом полку 20-й гвардейской мотострелковой дивизии ГСВГ на должности командира мотострелкового батальона, а после начальника штаба полка.
В 1991 году по плану замены переведён в Московский военный округ, в 4-ю гвардейскую танковую дивизию на должность начальника штаба 423-го гвардейского мотострелкового полка.
С 1992 года — старший офицер-оператор Штаба по координации военного сотрудничества государств-участников СНГ.
В 1993 году — направлен в Коллективно-миротворческие силы в Республику Таджикистан (период Гражданской войны в Таджикистане).
С 1994 по 1996 годы — слушатель Военной Академии Генерального штаба Вооружённых Сил Российской Федерации
С 1996 года — Акрамов служил в Штабе по координации военного сотрудничества государств-участников СНГ.
В 2000 году переведен в Российскую оборонную спортивно-техническую организацию (РОСТО — ранее ДОСААФ).
В 2001 году — Акрамов вышел в запас в звании полковника.
С декабря 2001 года Герой Советского Союза Н. М. Акрамов — заместитель руководителя аппарата Центрального совета Всероссийской общественной организации ветеранов «Боевое братство» — президент межрегионального общественного фонда помощи ветеранам Афганистана «Моё Отечество». 26 апреля 2006 года полковник запаса Н. М. Акрамов избран Председателем Региональной общественной организации «Клуб Героев Московской области» и назначен заместителем Председателя Московского областного Совета отделения «Боевое братство».

## Описание подвига
16 марта 1982 года командир 6-й мотострелковой роты 149-го гв.мсп старший лейтенант Акрамов получил приказ блокировать выход моджахедов из кишлака Шафихейль (провинция Баглан), где находился главнокомандующий исламским фронтом А. Хандар.
Акрамов с подчинёнными занял выгодную позицию у реки. Противнику в количестве 42 человек во главе с Хандаром удалось прорваться из блокированного кишлака. Акрамов принял решение снять с позиции одну БМП и с одним мотострелковым отделением выдвинуться на ней наперерез противнику.
Акрамову удалось незамеченным для противника выдвинуться на пути его отхода из кишлака в горы и занять позицию для организации засады.
Подпустив противника на 50 метров, он отдал приказ на открытие огня. Преобладающий по численности противник попытался окружить вставшее на пути его отхода отделение. Акрамов забросал наступавших ручными гранатами и воспользовавшись замешательством противника поднял в атаку подчинённых. В рукопашном бою Акрамову и его подчинённым удалось уничтожить 36 моджахедов включая главнокомандующего Исламским фронтом Хандара и его личную охрану.
По итогам боя было уничтожено 36 и взято в плен 6 моджахедов. Захвачены важные документы, большое количество оружия и боеприпасов. Благодаря умелой организации боя и личному мужеству Акрамова, его подразделение в этом бою потерь не понесло. Подвиг описан в мемуарах генерал-полковника Меримского Виктора, который в те годы являлся заместителем начальника Оперативной группы Министерства Обороны СССР в Афганистане.

## Звание Герой Советского Союза
Указом Президиума Верховного Совета СССР от 5 июля 1982 года — За мужество и героизм, проявленные при выполнении интернационального долга в Республике Афганистан старшему лейтенанту Акрамову Наби Махмаджановичу присвоено звание Герой Советского Союза с вручением ордена Ленина и медали «Золотая звезда».
В связи с тем что в те годы руководство СССР умалчивало от населения о событиях в Афганистане и участии в нём советских военнослужащих, награждение высшими государственными наградами Орденом Ленина и медалью «Золотая звезда» происходило не в Кремле, а в торжественной обстановке, перед строем личного состава воинской части в ноябре 1982 года в Киевском Военном округе.

## Награды
- Медаль «Золотая Звезда»
- Орден «За храбрость» (ДРА)
- Герой Советского Союза, Высшее звание присвоено Указом Президиума Верховного Совета от 5 июля 1982 года, Медаль «Золотая Звезда» № 11475
- Орден Ленина
- Орден Красной Звезды
- Медали